# Позакорабельна діяльність

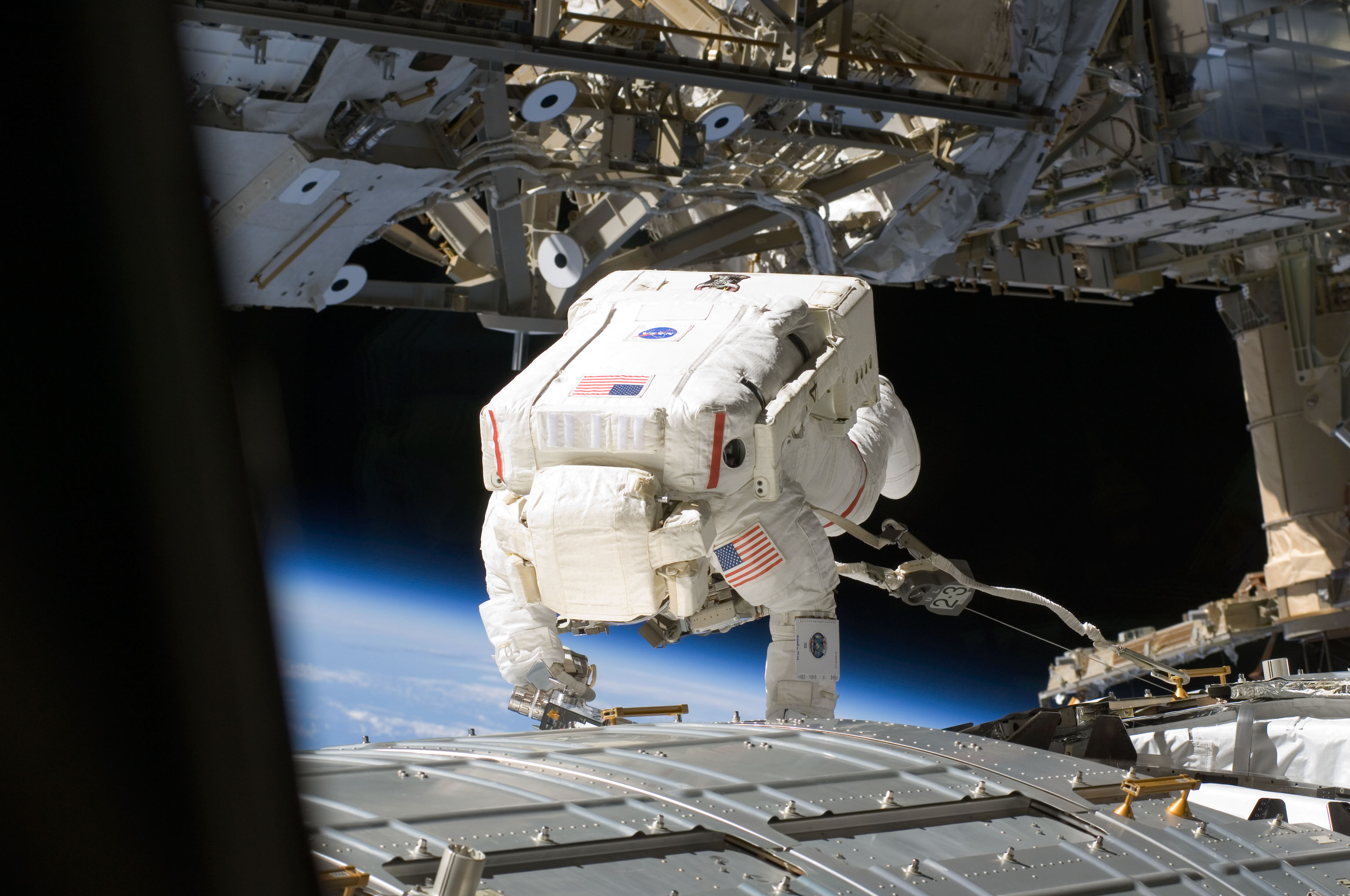
Майкл Фоссум працює на Модулі Kibo (JPM) під час другої ПКД в місії STS-124.

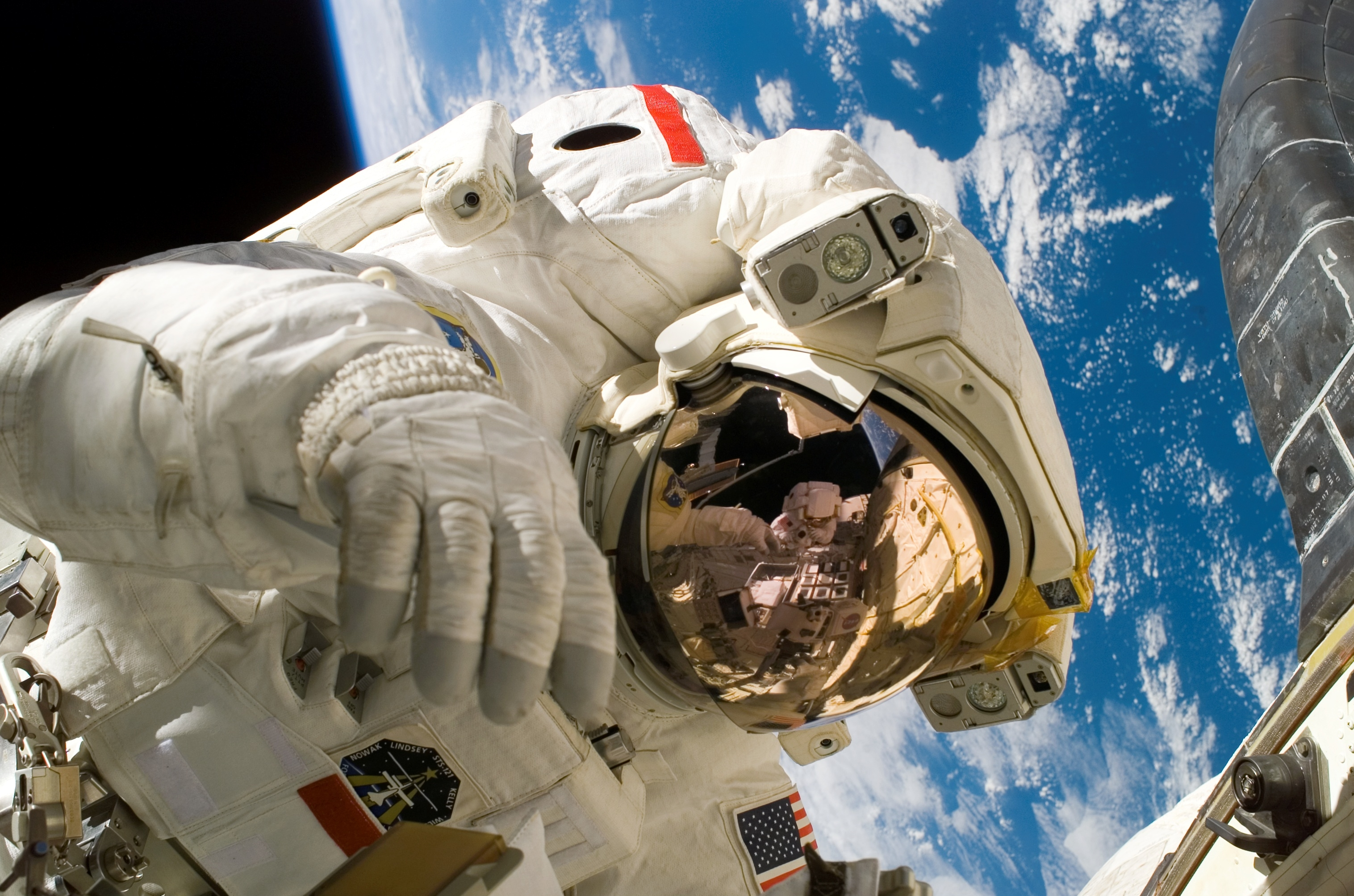
Астронавт Пірс Селлерс у відкритому космосі під час космічного польоту STS-121.

Позакорабельна діяльністіь (ПКД), (англ. Extra-vehicular activity (EVA)), вихід в космос, (англ. spacewalk) — робота космонавта поза Землею і водночас поза космічним кораблем. Найчастіше ПКД називають роботу за межами корабля на орбіті Землі (вихід у відкритий космос), але також ПКД називають діяльність на поверхні Місяця. В пізніших місіях з висадкою на Місяць (Аполлон-15, -16, і -17) пілот командного модуля (ПКМ) на зворотному шляху виходив у відкритий космос, щоб забрати касети з плівкою, йому допомагав пілот місячного модуля (ПММ), який залишався у відкритому люці командного модуля. Це єдині виходи у відкритий космос здійснені в глибокому космосі між Землею і Місяцем.
У зв'язку з різними конструкціями ранніх космічних апаратів, американські та радянські космічні програми також по різному визначали ПКД. Радянські космічні кораблі мали окрему шлюзову камеру, тому вважалось, що ПКД починалась коли космонавт розгерметизував шлюз і опинився у вакуумі, а закінчилась коли закривався люк. Ранні американські космічні кораблі не мали шлюзової камери, тому для виходу в космос розгерметизовувався весь корабель, і виходом в космос вважався момент коли голова космонавта перебувала поза кораблем — стояча ПКД (СПКД) (англ. Stand-up extra-vehicular activity (SEVA)), коли астронавт не повністю виходив з корабля, але повністю залежав від системи життєзабезпечення скафандра, названа так оскільки астронавт «стояв» у відкритому люку, зазвичай щоб знімати кінокамерою або допомагати іншому космонавту.
Нині початком ПКД в американців вважається перемикання позакорабельного мобільного обладнання (ПМО) (англ. Extravehicular Mobility Unit (EMU)) на живлення від батареї, а закінченням — початок наддуву.
Вихід може бути прив'язаним (космонавт з'єднаний з кораблем страхувальним фалом, який іноді може об'єднуватись зі шлангом подачі кисню (тоді його називають «пуповиною»), щоб повернутися в корабель необхідно докласти фізичних зусиль) або вільним.

## Вільні виходи в космос
Виходи у відкритий космос без страхувального фалу виконувалися лише під час трьох місій 1984 року з використанням пілотованого маневрового обладнання (ПМО) (англ. Manned Maneuvering Unit (MMU)), і в льотних випробуваннях 1994 року спрощеного порятунку при ПКД (англ. Simplified Aid for EVA Rescue), SAFER)). SAFER це пристрій безпеки для американських прив'язаних ПКД, який допомагає повернутися в корабель за будь-якої ситуації.
Станом на 2010 рік США, Росія і Китай — єдині країни, здатні проводити ПКД самостійно.

## Процедура виходу
Нині для виходу у відкритий космос з Міжнародної космічної станції NASA постійно виконує процедуру для зменшення ризику декомпресійної хвороби.Вперше її випробував екіпаж 12ої експедиції. До самого виходу космонавти спали всю ніч в шлюзовому відсіку Квест при тиску повітря 70 кПа, що нижче нормального тиску на станції 101 кПа. Ночування в умовах тиску нижче атмосферного вимиває азот з організму, тим самим запобігаючи кесонній хворобі.

## Історія ПКД

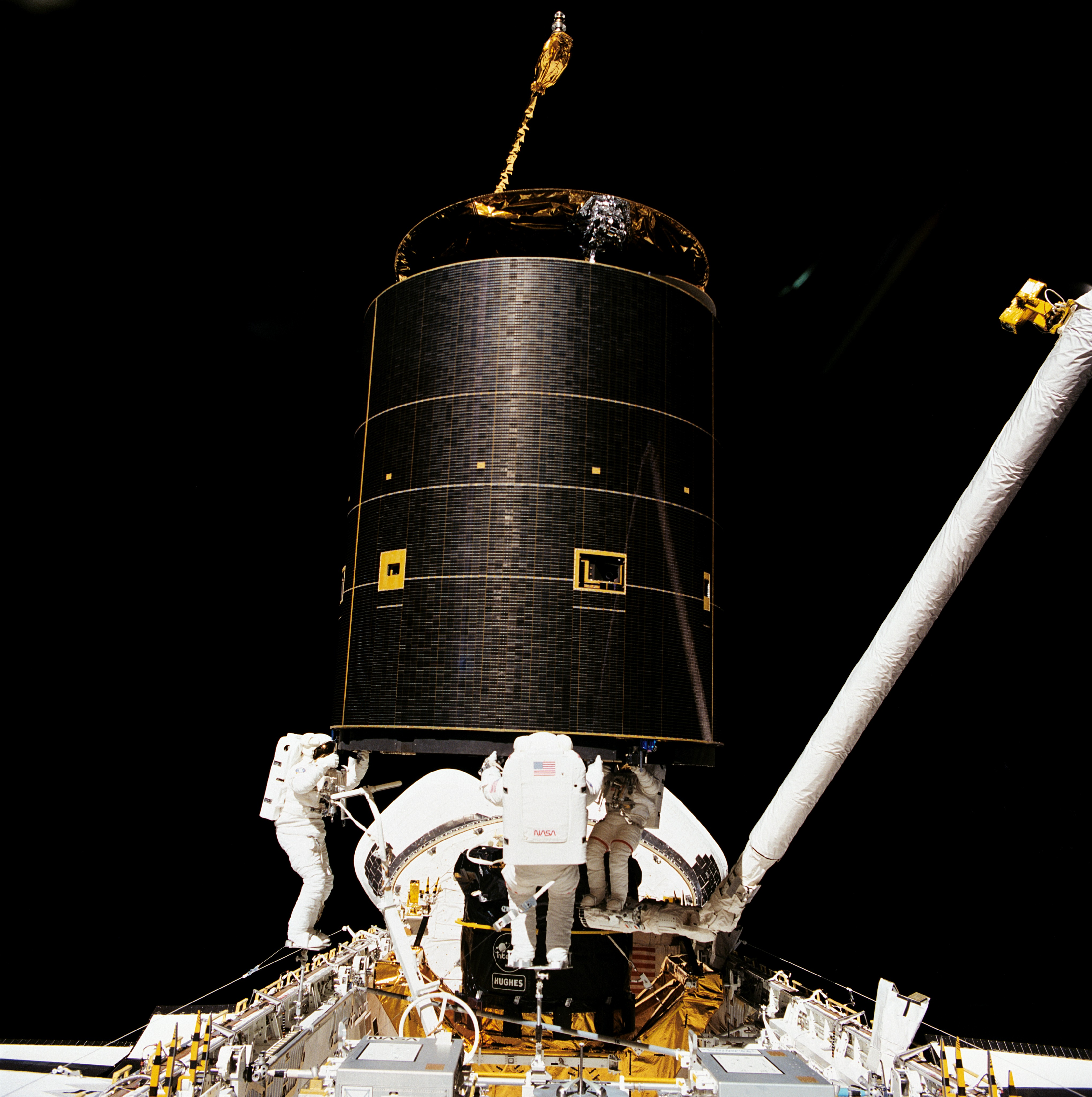
Захоплення вручну супутника Intelsat VI в 1992 році в польоті STS-49. Це єдина ПКД трьох астронавтів водночас.

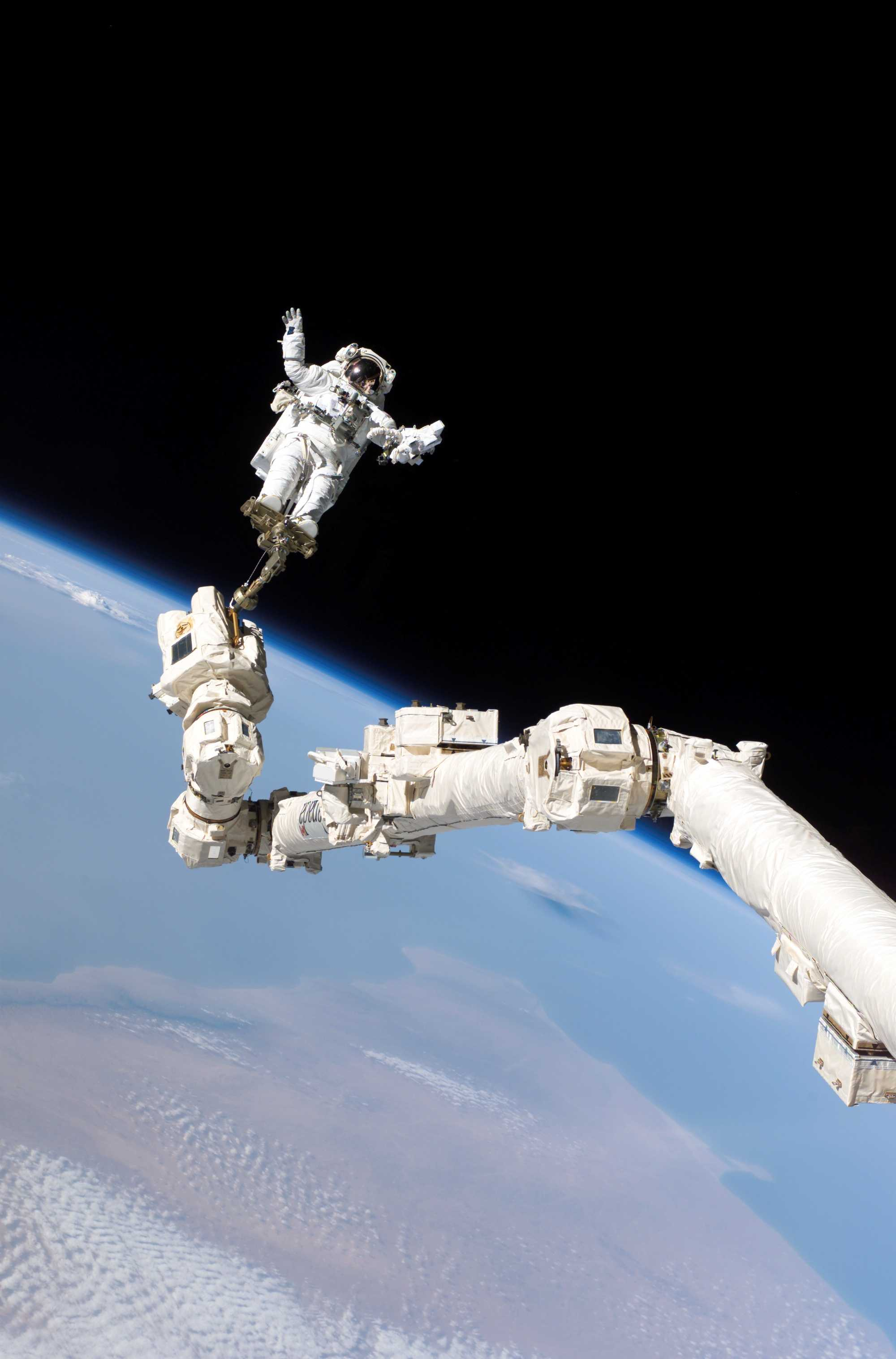
Астронавт Стівен Робінсон переміщується маніпулятором Канадарм під час місі STS-114, щоб зробити перший ремонт шатла в польоті. (Суходіл позаду — регіон Барі в Сомалі).

### Історичні виходи
- Перший вихід у відкритий космос здійснив радянський космонавт Олексій Архипович Леонов 18 березня 1965 року з космічного корабля Восход-2 з гнучкою шлюзовою камерою. Для цього використовувався скафандр вентиляційного типу, крізь який продувалось близько 30 літрів кисню за хвилину, загальний запас на борту становив 1666 літрів, його вистачило б на 30 хвилин перебування космонавта у відкритому космосі. Через перепад тиску скафандр роздувся і значно заважав рухам космонавта, зокрема поверненню на корабель. Загалом вихід тривав 23 хвилини 41 секунду[5] (з них поза кораблем 12 хвилин 9 секунд), за його підсумками зроблено висновок про можливість виконувати різні роботи у відкритому космосі.

- Перша ПКД, яка не була виходом у відкритий космос, здійснена американським космонавтом Нілом Армстронгом 20 липня 1969 року, коли місячний модуль Аполлона-11 Ігл (Орел) висадився на Місяці. До нього приєднався Базз Олдрін, і їхня ПКД тривала 2 години 32 хвилини.

- Перша ПКД в глибокому космосі (не на Місяці або на орбіті Землі) здійснена американським космонавтом Елом Ворденом[en] під час повернення на Землю Аполлона-15. Також здійснено Кеном Меттінглі під час повернення Аполлона-16 і Роном Евансом під час повернення Аполлона-17.

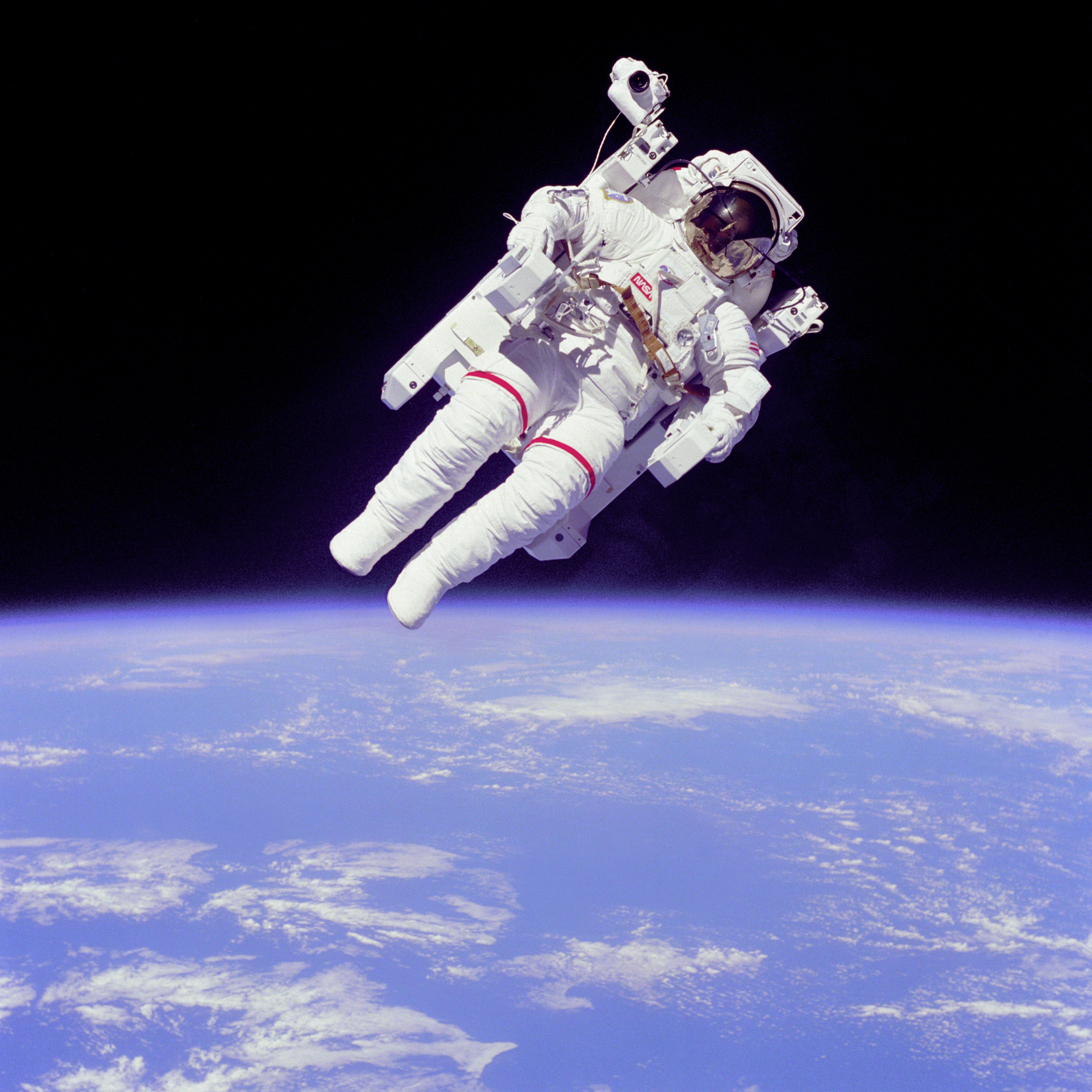
Астронавт Брюс МакКендлесс управляє у вільному виході у відкритий космос

- Перший вільний вихід у відкритий космос здійснив американський космонавт Брюс МакКендлесс 7 лютого 1984 року під час місії Челленджера STS-41-B з використанням ПМО. Він приєднався до Роберта Стюарта[en], вихід у відкритий космос тривав 5 годин 55 хвилин.

- Перший (і єдиний) вихід трьох осіб у відкритий космос виконаний 13 травня 1992 року, під час третьої ПКД в першому польоті Індевора, STS-49.[6]П'єр Туот[en], Річард Гіб[en], Томас Ейкерс[en] у відкритому космосі здійснюють захоплення і ремонт несправного супутника Intelsat VI-F3.

- Першу ПКД для ремонту шатла в польоті здійснив американський космонавт Стів Робінсон 3 серпня 2005 року в ході місії STS-114, яка була другим «поверненням до польотів». Робінсон видалив два шматка наповнювача, які виступали з теплозахисного щита Діскавері, оскільки інженери визначили, що була незначна можливість їхнього впливу на теплозахист при посадці.

Робінсон успішно видалив сипкий матеріал поки Діскавері був пристикований до Міжнародної космічної станції.
- Найдовший вихід у відкритий космос тривав 8 годин 56 хвилин під час ПКД Сьюзен Гелмс і Джеймса Восса 11 березня 2001 року.[7]

### Найбільше виходів у відкритий космос і їхня сукупна тривалість
- Російський космонавт Анатолій Соловйов — 16, 82 год 22 хв;
- Американський космонавт Майкл Лопес-Алегріа[en] — 10, 67 год 40 хв;
- Європейський (не російський) космонавт швед Крістер Фуглесанг — 5, 31 год 55 хв.[7]

### Національні, етнічні та гендерні першості

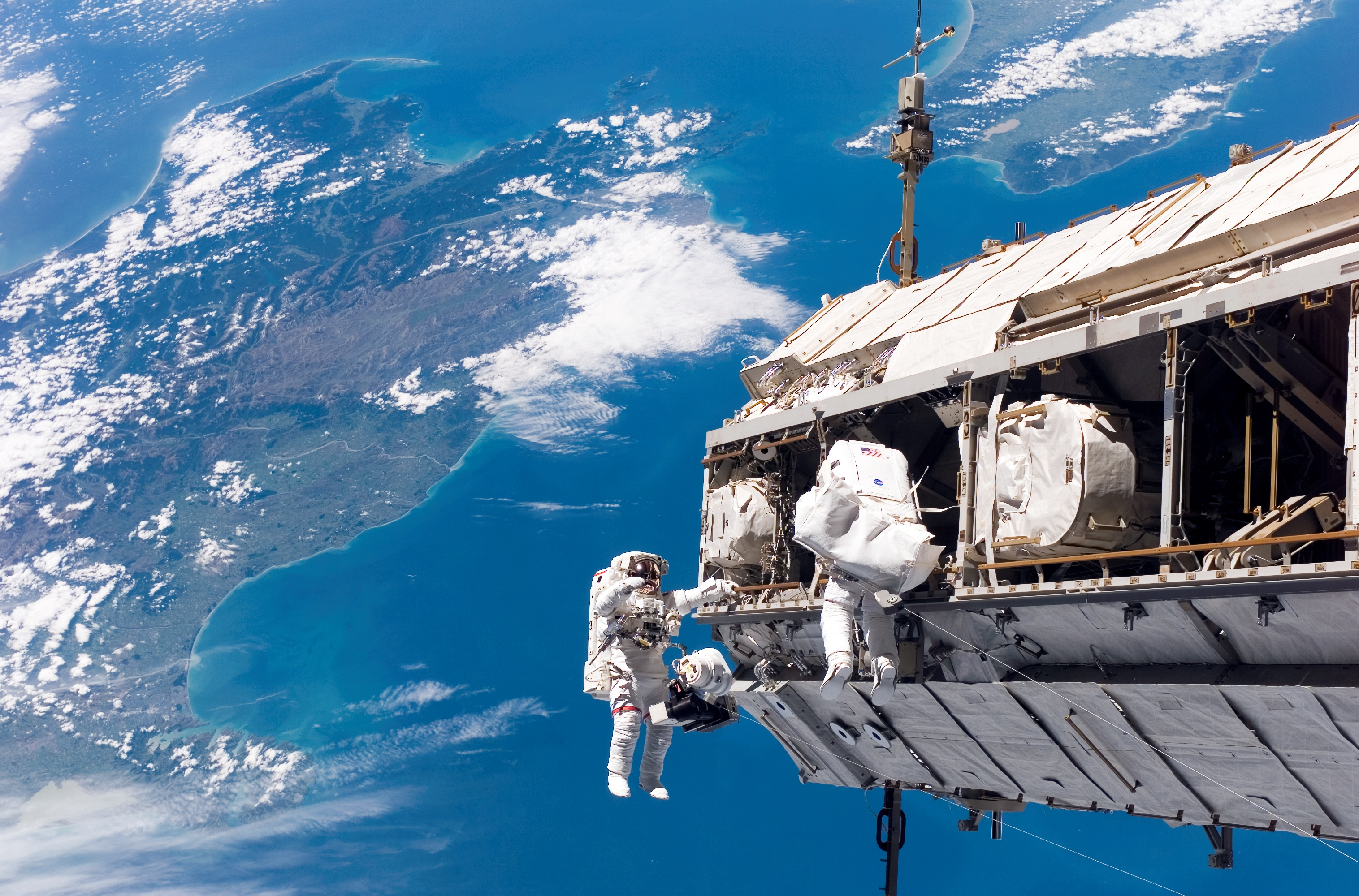
ПКД під час місії STS-116, збирання Міжнародної космічної станції. Роберт Кербім (з червоними смугами) разом з Крістером Фуглесангом над протокою Кука, Нова Зеландія.

- Перший вихід у відкритий космос американського космонавта здійснив Едвард Вайт 3 червня 1965 року під час місії Джеміні-4. Для цього довелось розгерметизувати кабіну екіпажу, оскільки кораблі серії «Джеміні» не мали шлюзової камери.

- Перший вихід у відкритий космос нерадянського, неамериканського космонавта зробив французький космонавт Жан-Лу Кретьєн 9 грудня 1988 року під час перебування на радянській орбітальній станції Мир протягом трьох тижнів.

- Перший вихід у відкритий космос британського космонавта здійснив 9 лютого 1995 року Майкл Фоал (він має подвійне британсько-американське громадянство).

- Перший вихід темношкірого афро-американця здійснив 9 лютого 1995 року Бернар Гарріс-молодший.

- Перший вихід уродженця Австралії здійснив 13 березня 2001 року Енді Томас[en] (хоча він натуралізований громадянин США).

- Перший вихід у відкритий космос канадця здійснив 22 квітня 2001 року Кріс Гедфілд[en]. Під час свого виходу у відкритий космос Гедфілд встановив Канадарм2 на Міжнародній космічній станції.

- Перший вихід китайського космонавта (тайконавта) здійснив 27 вересня 2008 року Чжай Чжи Ган в місії Шеньчжоу-7[en]. Вихід у відкритий космос здійснено в космічному скафандрі Фейтан[en]. Китай став третьою країною, здатною самостійно проводити ПКД.

- Першою жінкою, яка здійснила вихід у відкритий космос, стала радянська космонавтка Світлана Савицька 25 липня 1984 року під час перебування на борту орбітальної станції Салют-7. Її вихід у відкритий космос тривав 3 години 35 хвилин.

- Першою американкою, яка вийшла у відкритий космос стала Кетрін Салліван 11 жовтня 1984 року під час місії шатла Челленджер STS-41-G.

- Першу ПКД японського космонавта здійснив 25 листопада 1997 року Доі Такао[en] в місії STS-87. Під час свого виходу у відкритий космос Дої проводив експерименти з Міжнародною космічною станцією.

## Небезпеки виходів у відкритий космос
ПКД небезпечні з таких причин:

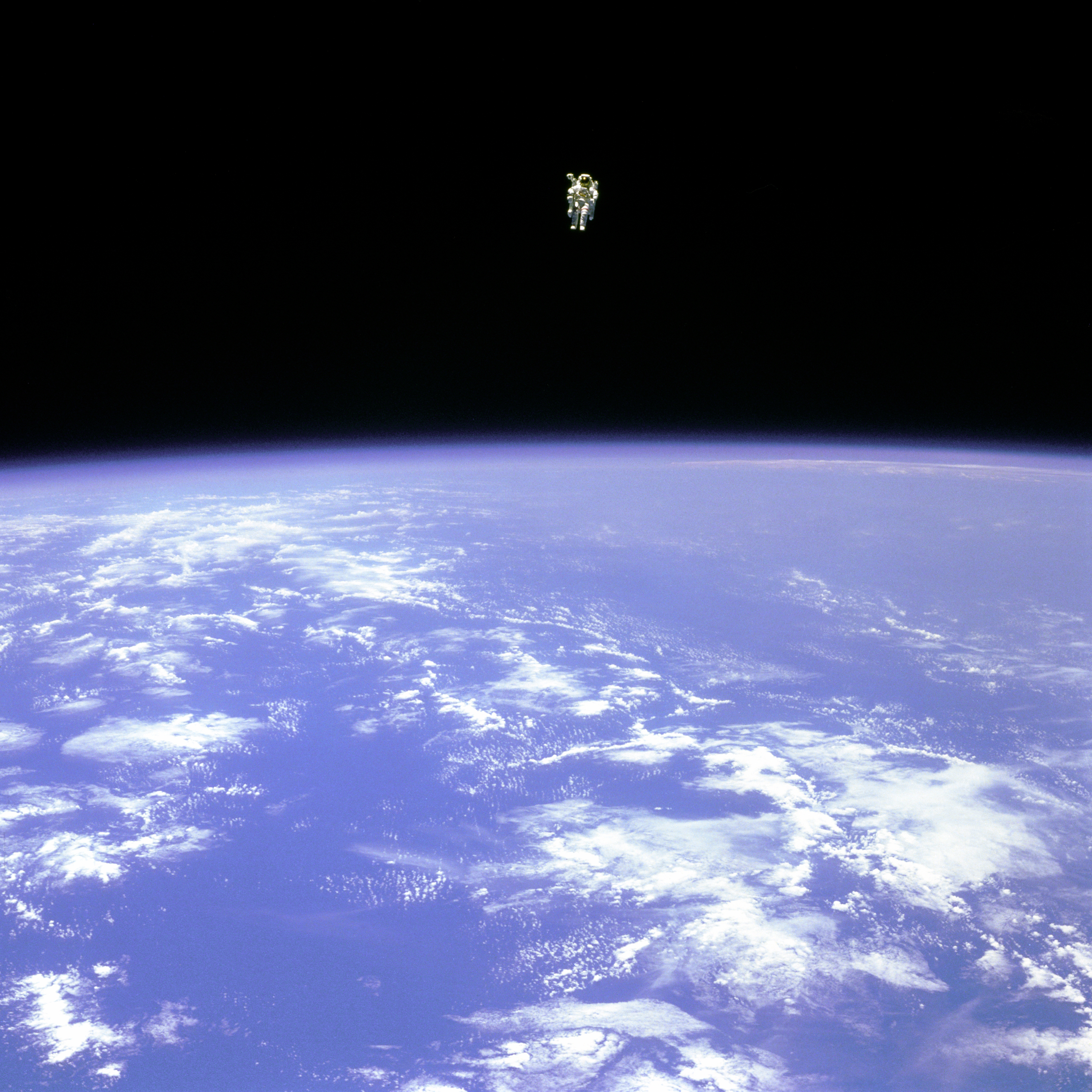
Допомогти космонавту, який вийшов у відкритий космос, дуже складно.

- Можливість зіткнення з космічним сміттям. Орбітальна швидкість на висоті 300 км над Землею (середній висоті польоту пілотованих космічних кораблів) — близько 7,7 км/с, що вдесятеро більше швидкості польоту кулі, тому кінетична енергія малесенької піщинки еквівалентна енергії кулі, яка в сто разів важча. З кожним космічним польотом кількість орбітального сміття зростає, тому ця небезпека стає все більшою.
- Складність передпольотного моделювання. Космічний простір дуже складно змоделювати перед польотом, оскільки ПКД часто планується на останніх етапах розробки польотного плану, коли виявлено якісь поточні проблеми або несправності, іноді навіть під час польоту. Потенційна небезпека виходів у відкритий космос емоційно тисне на космонавтів.
- Потенційна можливість відриву від корабля. Якщо космонавт відірветься від корабля і дуже далеко від нього віддалиться, то може загинути внаслідок витрати запасу суміші для дихання.
- Можливі пошкодження скафандрів. Якщо скафандр пошкоджено (прокол), то можлива розгерметизація з аноксією і швидкою смертю, якщо космонавт не встигне вчасно повернутись на корабель.

Пошкодження скафандра відбулося єдиний раз в польоті «Атлантиса» STS-37, коли маленький дротик проколов рукавичку одного з космонавтів. Розгерметизації не сталося оскільки дротик застряг і блокував утворений отвір. Прокол помітили лише при перевірці скафандрів після повернення.
Найперший досить небезпечний інцидент відбувся в першому виході космонавта у відкритий космос. Олексій Архипович Леонов виконав програму першого виходу і оскільки скафандр роздувся, то не проходив крізь люк повітряного шлюзу КК «Восход-2». Тільки скидання тиску в скафандрі дозволило увійти в шлюз.
Ще один потенційно небезпечний випадок трапився під час другої ПКД космонавтів в місії «Діскавері» STS-121. Від скафандра Пірса Селлерса відокремилась спеціальна лебідка, яка допомагає повернутись на станцію і перешкоджає вильоту у відкритий космос. Селлерс з напарником вчасно помітили проблему і змогли прикріпити пристрій назад, тому вихід закінчився благополучно.
Попри те що досі не було жодного нещасного випадку під час виходів у відкритий космос, розробники космічної техніки прагнуть зменшити необхідність ПКД людей. Для цього розробляють спеціальних телекерованих роботів.

## Вшанування
Американська поштова служба для відзначення досягнень в космонавтиці 1967 року випустила космічну марку. Поруч з космонавтом Едом Вайтом космічний корабель Джеміні-IV.
|  |

## Визначення
NASA позначає «вихідців» як EV-1, EV-2, EV-3 і EV-4 (спеціалісти місії, якщо здійснювались ПКД).